# Uromastyx
Uromastyx ist eine Echsengattung aus der Unterfamilie der Dornschwanzagamen (Uromasticinae). Die 15 Arten der Gattung kommen in Nord- und Nordostafrika (Marokko, Algerien, Tunesien, Libyen, Ägypten, Sudan, Äthiopien, Eritrea, Dschibuti, Somalia, Mauretanien, Mali und Niger), in allen Staaten auf der Arabischen Halbinsel, sowie in einem schmalen Streifen entlang der Nordküste des Persischen Golfs bis zur iranischen Stadt Bandar Abbas vor. Die Gattung wurde 1820 durch den deutschen Biologen Blasius Merrem beschrieben.

## Merkmale
Auffälligstes Kennzeichen der Gattung ist der dicke, mit stachligen Schuppen bewehrte Schwanz, ein Merkmal das allerdings auch für die zweite Gattung der Dornschwänze, Saara zutrifft. Im Unterschied zu Saara sind bei Uromastyx die Schuppenwirtel des Schwanzes nicht durch Querreihen von glatten oder gekörnten Schuppen getrennt. Wie Saara und alle anderen Agamen hat Uromastyx eine acrodonte Bezahnung (Zähne sitzen auf der Oberkante des Kiefers). Das scharfe Zwischenkieferbein (Prämaxillare) ersetzt bei adulten Tieren die Schneidezähne.

## Arten
Die Gattung umfasst 15 derzeit anerkannte Arten:
- Nordafrikanische Dornschwanzagame (Uromastyx acanthinura Bell, 1825)
- Ägyptischer Dornschwanz (Uromastyx aegyptia (Forskal, 1775))
- Schmidts Dornschwanzagame (Uromastyx alfredschmidti Wilms & Böhme, 2001)
- Jemen-Dornschwanzagame (Uromastyx benti (Anderson, 1894))
- Südsaharische Dornschwanzagame (Uromastyx dispar Heyden, 1827)
- Geyrs Dornschwanzagame (Uromastyx geyri Müller, 1922)
- Macfadyens Dornschwanzagame (Uromastyx macfadyeni (Parker, 1932))
- Marokko-Dornschwanz (Uromastyx nigriventris Rothschild & Hartert, 1912)
- Westsaharischer Dornschwanz (Uromastyx occidentalis Mateo, Geniez, Lopez-Jurado & Bons, 1999)
- Geschmückter Dornschwanz (Uromastyx ocellata Lichtenstein, 1823)
- Bunte Dornschwanzagame (Uromastyx ornata Heyden, 1827)
- Somalische Dornschwanzagame (Uromastyx princeps O’Shaughnessy, 1880)
- Südarabische Dornschwanzagame (Uromastyx shobraki Wilms & Schmitz 2007)
- Oman-Dornschwanzagame (Uromastyx thomasi Parker, 1930)
- Jemenitische Dornschwanzagame (Uromastyx yemenensis Wilms & Schmitz, 2007)